# 타타 웨르네크
타타 웨르네크(Tatá Werneck, 1983년 8월 11일 ~ )는 브라질의 배우, 코메디언, 사회자, 음악가이다.

## 출연 작품
- 크레이지 투 메리 (2015)